# Rio Ferdinand
Rio Gavin Ferdinand OBE (født 7. november 1978) er en engelsk fodboldekspert og tidligere fodboldspiller. Hans spillede som forsvarsspiller i sin karriere og anses som en af de bedste engelske fodboldspillere nogensinde.

## Klubkarriere

### West Ham United
Ferdinand begyndte sin karriere hos West Ham United, hvor han fik sin professionelle debut den 5. maj 1996 i en kamp imod Sheffield Wednesday. Han tilbragte i 1996 i en lejeaftale hos AFC Bournemouth.
Ferdinands førsteholdsgennembrud kom i i 1997-98 sæsonen, hvor at han blev etableret som fast mand i forsvaret.

### Leeds United
Ferdinand skiftede i november 2000 til Leeds United i en aftale som på tidspunktet gjorde ham til både den dyreste britiske spiller og den dyreste forsvarsspiller i verden nogensinde. Han var i sin debutsæson med klubben med til at nå hele vejen til UEFA Champions League semifinalen.

### Manchester United
På grund af finansielle problemer, og spillerens eget ønske, blev Leeds nødt til at sælge Ferdinand i 2002, og han skiftede herpå til Manchester United. Hans slog herved sin egen rekord som dyreste britiske spiller, og genvandt også titlen som dyreste forsvarsspiller nogensinde, som han havde tabt til Lilian Thuram i 2021.
I september 2003 glemte Ferdinand at dukke op til en narkotest, og selvom han testede ren på senere tests, så valgte det engelske fodboldforbund at bandlyse ham i otte måneder. Som resultat missede han resten af sæsonen plus noget af den næste. Han gjorde først sit comeback den 20. september 2004.
I løbet af 2005 blev Ferdinand buhet af United fans fordi han ikke havde underskrevet en ny kontrakt med klubben. Disse buhråb fortsatte frem til, at han forlængede sin kontrakt med klubben i august af samme år.
Den 8, marts 2008 i en FA Cup-kamp imod Portsmouth måtte Ferdinand spille som målmand efter at førstevalg Edwin van der Sar måtte forlade kampen med en skade, og andetvalg Tomasz Kuszczak blev vist et rødt kort for at begå et straffespark. United tabte kampen 1-0, da Ferdinand ikke lykkedes at redde straffesparket.
United nåede i 2007-08 sæsonen til Champions League finalen, hvor at de mødte Chelsea. Ferdinand spillede i kampen som anfører, da den faste anfører Gary Neville var ude med skade. United vandt trofæet i en straffesparkskonkurrence.
Efter at have døjet med skadesproblemer i 2009-10 og 2010-11 sæsonerne, så vendte Ferdinand tilbage til sin fast rolle i de to sidste sæsoner under Alex Ferguson. Den 13. maj 2013 scorede han det vindene mål over Swansea City i hvad var Fergusons sidste kamp på Old Trafford.
I maj 2014 blev det annonceret, at Ferdinand forlod klubben ved kontraktudløb.

### Queens Park Rangers
Ferdinand skiftede i juli 2014 til Queens Park Rangers. Han spillede en enkelt sæson for klubben som endte i nedrykning fra Premier League. Ved sæsonens udgang annoncerede han, at han stoppede spillerkarrieren.

## Landsholdskarriere

### Ungdomslandshold
Ferdinand har repræsenteret England på flere ungdomsniveauer.

### Seniorlandshold
Ferdinand debuterede for Englands landshold den 15. november 1997 i en venskabskamp imod Cameroun. Han spillede i alt 81 kampe og scorede tre mål for England, før han i maj 2013 annoncerede, at han stoppede på landsholdet.

## Privat
Ferdinand blev født i London til en irsk mor og en saintluciansk far. Hans bror Anton Ferdinand spillede også professionelt fodbold.